# OFC Champions League 2007
La OFC Champions League 2007 è stata la sesta edizione della OFC Champions League, la massima competizione calcistica per club affiliati alla OFC. Vi presero parte sei squadre di club provenienti da cinque nazioni: Nuova Zelanda, Nuova Caledonia, Tahiti, Figi e le Isole Salomone.
L'Auckland City si qualificò al torneo in quanto campione in carica. Le altre cinque squadre si qualificarono grazie alle loro prestazioni in campionato. In seguito al ritiro del Port Vila Sharks di Vanuatu venne iscritta al suo posto il Waitakere United, formazione del New Zealand Football Championship.
I vincitori dei due gruppi eliminatori si affrontarono nella finalissima in due gare, il 21 e il 28 aprile 2007. Il vincitore del torneo, il Waitakere United, si qualificò al Campionato mondiale per club FIFA 2007 in Giappone.

## Fase a gironi

### Gruppo A
| Squadra          | Pti | G | V | N | P | GF | GS | DR  |
| ---------------- | --- | - | - | - | - | -- | -- | --- |
| Waitakere United | 8   | 4 | 2 | 2 | 0 | 13 | 5  | +8  |
| Auckland City FC | 8   | 4 | 2 | 2 | 0 | 10 | 4  | +6  |
| AS Mont-Dore     | 0   | 4 | 0 | 0 | 4 | 1  | 15 | -14 |

| Data   | Squadra in casa  | Risultato | Squadra in trasferta |
| 21 gen | AS Mont-Dore     | 0 - 2     | Auckland City FC     |
| 24 gen | Waitakere United | 2 - 2     | Auckland City FC     |
| 20 feb | Waitakere United | 6 - 1     | AS Mont-Dore         |
| 23 feb | Auckland City FC | 4 - 0     | AS Mont-Dore         |
| 31 mar | AS Mont-Dore     | 0 - 3     | Waitakere United     |
| 4 apr  | Auckland City FC | 2 - 2     | Waitakere United     |

### Gruppo B
| Squadra          | Pti | G | V | N | P | GF | GS | DR |
| ---------------- | --- | - | - | - | - | -- | -- | -- |
| 4R Electrical Ba | 10  | 4 | 3 | 1 | 0 | 7  | 3  | +4 |
| AS Temanava      | 4   | 4 | 1 | 1 | 2 | 3  | 5  | -2 |
| Marist FC        | 3   | 4 | 1 | 0 | 3 | 5  | 7  | -2 |

| Data   | Squadra in casa | Risultato | Squadra in trasferta |
| 12 mar | Ba              | 3 - 2     | Marist FC            |
| 4 mar  | AS Temanava     | 2 - 1     | Marist FC            |
| 19 feb | Marist FC       | 0 - 2     | Ba                   |
| 23 feb | AS Temanava     | 1 - 1     | Ba                   |
| 19 mar | Ba              | 1 - 0     | AS Temanava          |
| 22 mar | Marist FC       | 2 - 0     | AS Temanava          |

## Finale
21 aprile:  4R Electrical Ba 2 - 1  Waitakere United   (Govind Park, Ba)
29 aprile:  Waitakere United 1 - 0  4R Electrical Ba   (Mt Smart Stadium, Auckland)

## Campione
| OFC Champions League 2007: Waitakere United Primo titolo per il Waitakere United |